# Hình bình hành

Hình bình hành

Hình bình hành trong hình học Euclid là một hình tứ giác được tạo thành khi hai cặp đường thẳng song song cắt nhau. Nó là một dạng đặc biệt của hình thang gồm 4 góc và có những tính chất giống hình thang và hình chữ nhật. Tuy nhiên, theo cách dạy phổ biến trong các chương trình giáo dục, hình bình hành không phải là hình thang vì định nghĩa của hình thang yêu cầu chỉ một cặp cạnh song song.
Trong không gian 3 chiều, khối tương đương với hình bình hành là hình khối lục diện.

## Tính chất
Trong một hình bình hành có:
1. Các cạnh đối song song và bằng nhau.
2. Các góc đối bằng nhau.
3. Hai đường chéo cắt nhau tại trung điểm của mỗi đường

## Diện tích hình bình hành

Diện tích của hình bình hành là phần tô màu xanh

-Diện tích hình bình hành bằng độ dài cạnh đáy nhân với độ dài chiều cao.
Gọi B là độ dài cạnh đáy, H là độ dài chiều cao và S là diện tích.
{\displaystyle S=B\times H}
Ngoài ra, diện tích hình bình hành cũng được tính bằng tích độ dài 2 cạnh kề nhân với sin góc hợp bởi 2 cạnh
Gọi A và B lần lượt là độ dài 2 cạnh và {\displaystyle \alpha } là góc hợp bởi 2 cạnh
{\displaystyle S=A\times B\times \sin \alpha }

## Chu vi hình bình hành
-Chu vi của một hình bình hành bằng 2 lần tổng một cặp cạnh kề nhau bất kỳ:
{\displaystyle P=\left(a+b\right)\times 2}

## Dấu hiệu nhận biết hình bình hành

### Hình bình hành là một tứ giác đặc biệt
1. Tứ giác có hai cặp cạnh đối song song là hình bình hành.
2. Tứ giác có hai cặp cạnh đối bằng nhau là hình bình hành
3. Tứ giác có một cặp cạnh đối diện vừa song song và vừa bằng nhau là hình bình hành.
4. Tứ giác có hai cặp góc đối bằng nhau là hình bình hành.
5. Tứ giác có hai đường chéo cắt nhau tại trung điểm của mỗi đường là hình bình hành.

## Tâm đối xứng
-Giao điểm hai đường chéo của hình bình hành là tâm đối xứng của hình bình hành đó.